# Európai Jobboldal (1984–1989)
Az Európai Jobboldal (angolul: European Right, franciául: Groupe des droites européennes) egy szélsőjobboldali, euroszkeptikus politikai csoport volt az Európai Parlamentben 1984 és 1989 között. Jean-Marie Le Pen neofasiszta Nemzeti Frontja volt a csoport meghatározó tagja.     

## Története
Az Európai Jobboldal képviselőcsoportot az 1984-es választás követően 1984. július 24-én hozták létre 17 képviselővel. Tagja volt a francia Nemzeti Front, az Olasz Szociális Mozgalom, a görög Nemzeti Politikai Szövetség és a brit Ulsteri Unionista Párt. A csoport egy ciklust élt meg és 1989-ben megszűnt. Helyét az Európai Jobboldal Technikai Csoportja vette át. 

## Tagok

### 2. Európai Parlament (1984–1989)
| Ország                     | Párt                        | Ideológia                           | Képviselők száma |
| -------------------------- | --------------------------- | ----------------------------------- | ---------------- |
| Franciaország              | Nemzeti Front               | neofasizmus jobboldali populizmus   | 10 / 81          |
| Olaszország                | Olasz Szociális Mozgalom    | neofasizmus olasz nacionalizmus     | 3 / 81           |
| Görögország                | Nemzeti Politikai Szövetség | metaxismus görög nacionalizmus      | 1 / 24           |
| Egyesült Királyság         | Ulsteri Unionista Párt      | brit nacionalizmus konzervativizmus | 1 / 81           |
| Európai Gazdasági Közösség | Összesen                    | Összesen                            | 16 / 434         |